# Ingatlanvadászok
Az Ingatlanvadászok az RTL 2025. június 2-án induló ingatlankereső reality műsora. A műsort az RTL és a Show & Game Productions fejlesztette ki, mivel a TV2 vette meg az eredeti (Flat Hunters) formátumot.

## Története
2025. március 18-án az RTL sajtóközleményében bejelentette, hogy hamarosan vadonatúj reality indul a csatornán Ingatlanvadászok címmel. 2025. május 19-én az RTL a OneTV műsorújságában felfedte a műsor kezdési időpontját.

## A műsor menete
A műsorban kiemelkedő ingatlanszakértők mérkőznek meg egymással a legjobb ingatlanok felkutatásáért! Ezen izgalmas bajnokság keretében az „ingatlanguruknak” nemcsak a piacon lévő legjobb ajánlatokat kell megtalálniuk, hanem meg is kell győzniük a jelentkezőket arról, hogy ezek az ingatlanok a legjobb választások a számukra. A hét végén annak az ingatlanosnak, aki a legtöbb pontot gyűjti össze a hét folyamán az nyer 3 millió forintot.

## Évadok
| Évad | Évad | Részek száma | Részek száma | Eredeti sugárzás | Eredeti sugárzás | Eredeti adó |
| Évad | Évad | Részek száma | Részek száma | Évadbemutató     | Évadzáró         | Eredeti adó |
| ---- | ---- | ------------ | ------------ | ---------------- | ---------------- | ----------- |
|      | 1.   | 20           | 20           | 2025. június 2.  | 2025. június 26. |             |

## Ingatlanosok
A győztes neve kiemelve
| Évad | Ingatlanosok     | Ingatlanosok                          | Ingatlanosok  | Ingatlanosok    |
| Évad | 1. hét           | 2. hét                                | 3. hét        | 4. hét          |
| ---- | ---------------- | ------------------------------------- | ------------- | --------------- |
| 1.   | Wiszt Anett      | Petróczy Gréta és Balogh Csaba        | Perényi Gergő | Movik Gabriella |
| 1.   | Leskó Zoltán     | Víg Judit és Varsányi Gábor           | Holló Szilvia | Szabó Béla      |
| 1.   | Bartek Boglárka  | Kollár Ábel és Salétros Dániel        | Varga Judit   | Szabó Szilvia   |
| 1.   | Alex Dos Teixera | Juhász-Kalinka Ágnes és Juhász András | Matos Réka    | Répássy Gábor   |